# Briarwood (Kentucky)
Briarwood – miasto w Stanach Zjednoczonych, w stanie Kentucky, w hrabstwie Jefferson.